# キングストン駅 (ジャマイカ)
キングストン駅（キングストンえき、英: Kingston railway terminus）は、かつてジャマイカの首都キングストン市にあった駅（廃駅）である。1845年に開業し、1992年に閉鎖された。
当駅は、レンガを使用したジャマイカのジョージ王朝建築様式で建造されている。
当駅は、ジャマイカの鉄道の主要ターミナル駅としてその重要性を象徴するために、壮大な規模で建設されていた。
当駅には、東側入口の端の両階に、突出したアーケードがある。
軌道脇にかかる屋根は、ビクトリア朝の鋳鉄ブラケットで支えられている。
当駅には、地上および上層階にサッシ窓がある。
当駅では、モンテゴ・ベイ (Montego Bay) 、ポート・アントニオ (Port Antonio) 、エワートン (Ewarton) およびフランクフィールド (Frankfield) 行きの鉄道サービスを扱っていた。
駅および単一プラットホームに加えて、広大な側線、機関車庫、機関車修繕場、扇形庫、転車台、トラバーサーおよび隣接する鉄道埠頭への連絡線があった。
ある情報源では、1907年のキングストン地震で当駅が「完全に破壊された」と断言している。
何はともあれ、2003年に当駅が「非常に良好な状態」であり、「小規模な修理」のみが必要であると報じられていた。
当駅は、ジャマイカの指定国立遺産一覧に載っている。

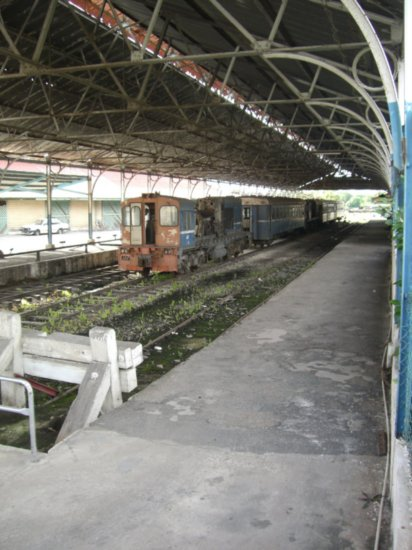
車止めの近くから軌道に沿ったキングストン駅を見渡す。